# Katholische Kapelle Oberbärenburg

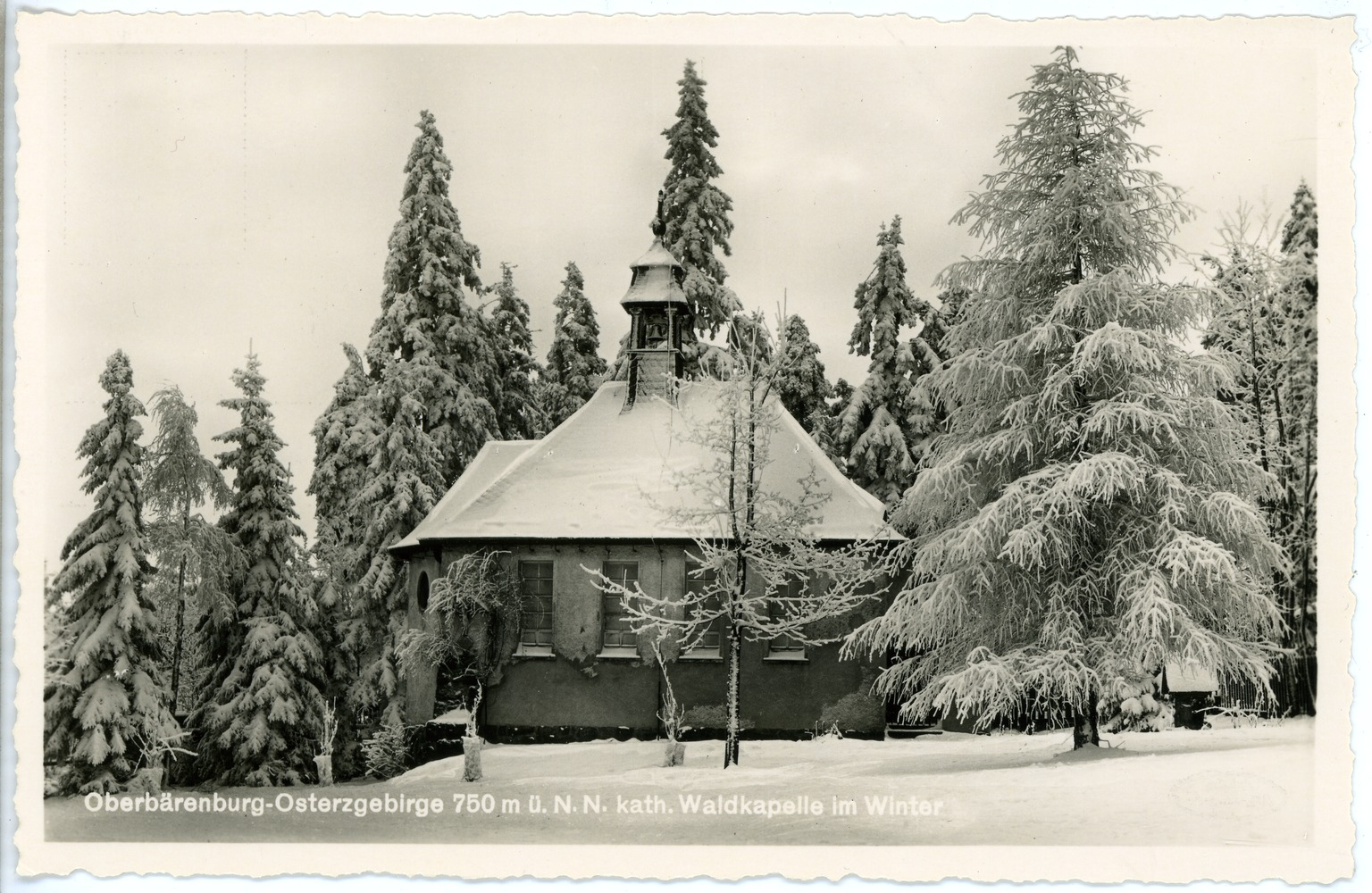
Katholische Kapelle

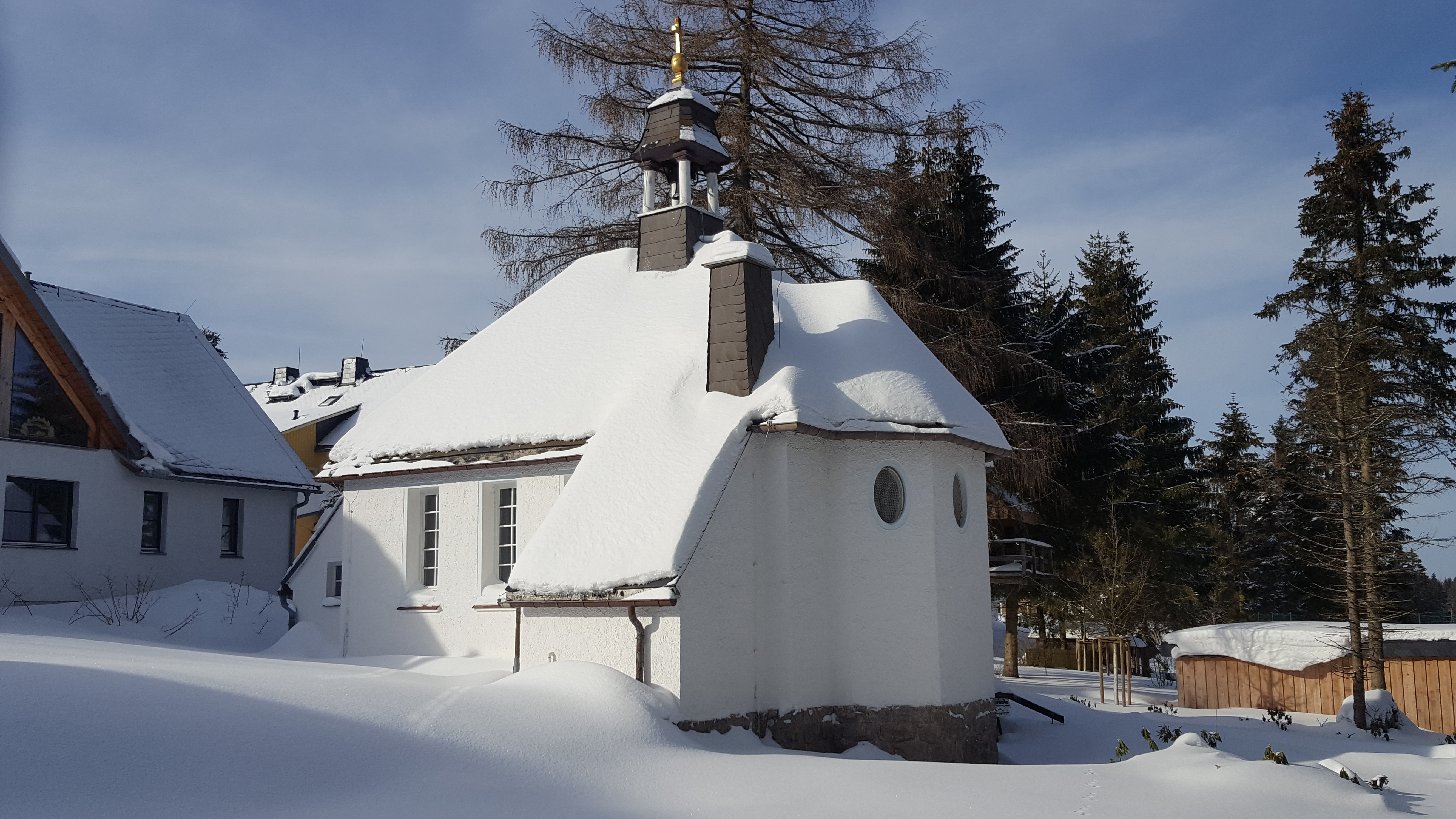
Katholische Waldkapelle

Die ehemalige katholische Herz-Jesu-Kapelle in Oberbärenburg befindet sich im Landkreis Sächsische Schweiz-Osterzgebirge nordwestlich von Altenberg, nahe an der B 170. Sie wurde als Privatkapelle gebaut und mehrere Jahrzehnte von den Grauen Schwestern der heiligen Elisabeth aus dem Dresdner St.-Joseph-Stift betreut. Bis zu ihrer Profanierung 2019 gehörte sie zur Katholischen Pfarrei Osterzgebirge.

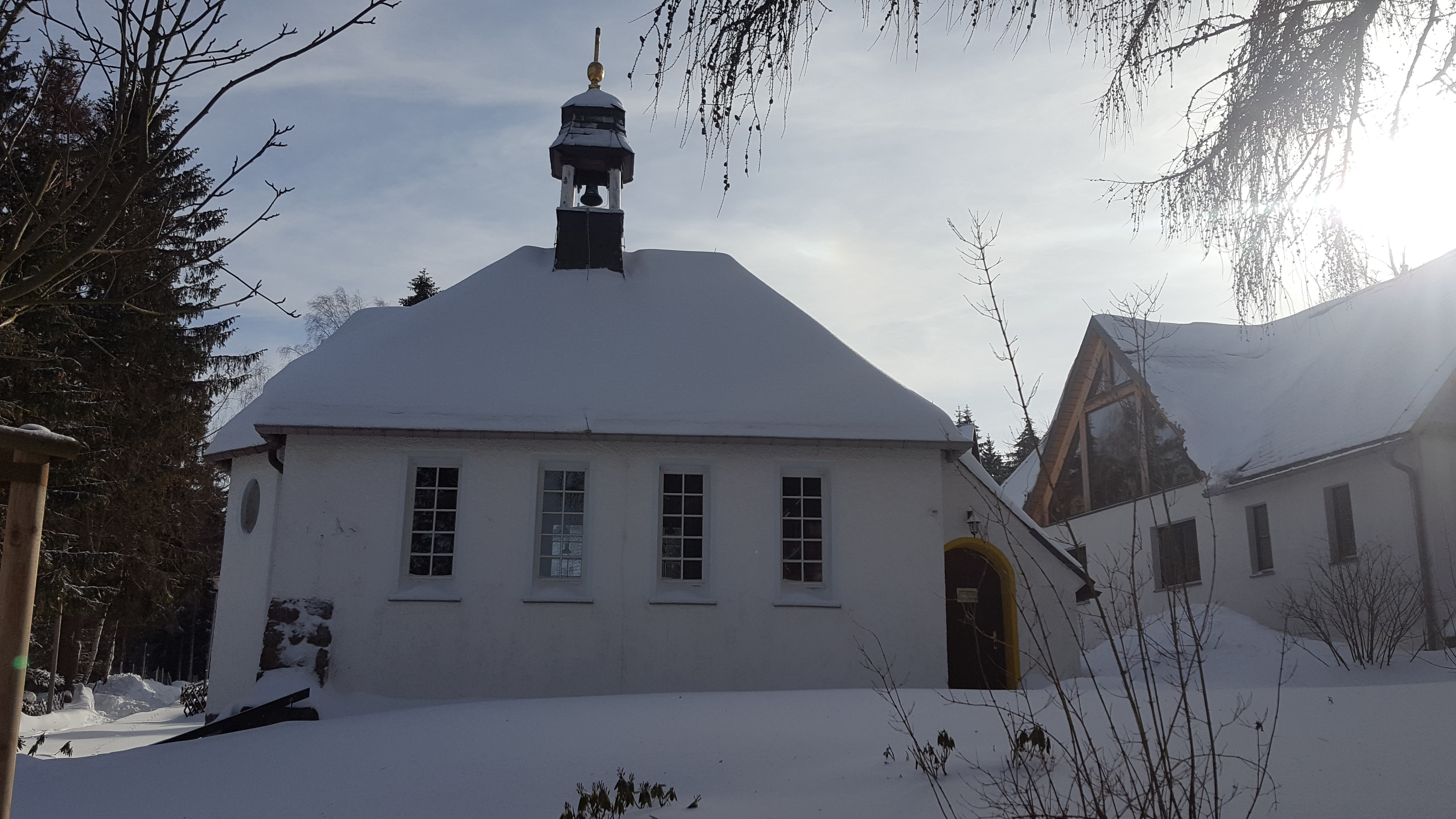
Katholische Kapelle

## Geschichte
Um 1902 wurde Auguste von Borries, geborene von Cerrini, in Oberbärenburg sesshaft und verlebte hier ihren Lebensabend gemeinsam mit ihrer Tochter, dem Hoffräulein Marie von Borries. Sie war Katholikin und richtete sich in ihrem Haus eine private Kapelle (Oratorium) ein, in der regelmäßig die heilige Messe gefeiert und die Sakramente gespendet wurden. Ab 1904 wohnte eine weitere katholische Familie in Oberbärenburg, die des Geheimen Justizrates Dr. Mayer. Eine Erlaubnis, weitere Gäste und Personen in ihren Hause an Gottesdiensten teilnehmen zu lassen, wurde vom Sächsischen Königlichen Ministerium des Kultus und öffentlichen Unterrichts am 24. Dezember 1908 erteilt. 
Auguste von Borries hegte bis zu ihrem Tod im Jahr 1909 den Wunsch, eine selbstständige katholische Kapelle in Oberbärenburg errichten zu lassen. Die Pläne der Mutter führte nun die Tochter gemeinsam mit Justizrat Dr. Mayer aus. Sie gründeten eine Stiftung und sammelten bei Gläubigen und Freunden finanzielle Mittel für den Bau einer separaten Kapelle mit 30 Sitzplätzen.
Seit dem Jahr 2006 ist die katholische Kapelle ein Denkmal. Anfang des 21. Jahrhunderts gaben die Schwestern altersbedingt das Gebäude als Erholungsheim auf. Die Kapelle ist seitdem nicht mehr regelmäßig geöffnet. 2019 wurde die Herz-Jesu-Kapelle durch Bischof Heinrich Timmerevers profaniert und ist somit kein sakrales Gebäude mehr. Seit 2019 gehört die Kapelle der Familie Püschel. In dieser können Trauungen über das Standesamt Altenberg vorgenommen werden. Sie wurde renoviert und kann nach Anmeldung besucht und gemietet werden für Trauungen und Feierlichkeiten. 

## Kapelle
Am 12. Juli 1912 genehmigte das Ministerium den Bauantrag. Die Pläne für diese Kapelle stammten vom Architektenbüro Alexander Tandler aus Dresden. Die Bauausführung übernahm der Baumeister I.R. Fritsch aus Dippoldiswalde. Die Grundsteinlegung fand am 13. August 1912 statt und wurde von Monsignore Klein vollzogen. Bereits am 21. Juni 1912 konnte Tandler die Fertigstellung des Bauwerkes der Amtshauptmannschaft Dresden melden und beantragte eine Benutzungsgenehmigung. Die feierliche Weihe der Kapelle vollzog am 27. Juli 1913 Bischof Aloys Schäfer, der Leiter der beiden katholischen Jurisdiktionsbezirke in Sachsen. Die Kapelle erhielt das Patrozinium vom Heiligsten Herz Jesu. 
Als am 1. Februar 1920 Fräulein Marie von Borries im Katholischen Krankenstift St. Joseph in Dresden starb, vermachte sie die Kapelle und das Haus den Ordensschwestern. Diese richteten dort ein Erholungsheim ein und nutzten ab dem 4. Juni 1920 das Waldhütte genannte Haus. Ihr soziales Wirken in der ambulanten Krankenpflege, Altenpflege und Sterbebegleitung sind untrennbar mit der Ortsgeschichte verbunden. Die Nutzung erfolgte jedoch nur in der warmen Jahreszeit. 
Im Jahr 1938 erfuhr die Kapelle eine Renovierung. Dabei wurde diese innen gelblich und außen weiß angestrichen und erhielt Elektroanschluss. Die Weihe erfolgte am 31. Juli 1938 mit der Feier zum 25-jährigen Bestehen der Kapelle. In den Wintermonaten blieben die beiden Gebäude geschlossen. Das wirkte sich auf die Bausubstanz ungünstig aus. Die Folge war unter anderem die Bildung von Hausschwamm. So musste im Jahr 1951 die hölzerne Wandverkleidung entfernt und erneuert werden, weil diese verfault war. Durch die einseitige Nutzung des Gebäudes entstanden weitere Schäden, und 1969 wurde die Dacheindeckung erneuert. Weitere Arbeiten erfolgten mit dem Innenanstrich im Jahr 1970 und später einem Außenanstrich sowie im Jahr 1972 mit der Erneuerung des hölzernen Fußbodens. Eine Konsekration erfolgte nach den Sanierungsarbeiten am 27. Juli 1978 anlässlich des 65-jährigen Bestehens der Kapelle. Im Jahr 1985 wurde eine erneute Sanierung notwendig; dabei erfolgte unter anderen eine gründliche Hausschwammsanierung an Fußboden und Mauerwerk. Im Dezember 1985 weihte Gerhard Schaffran, Bischof des Bistums Dresden-Meißen erneut die Kapelle und den vom Domstift Bautzen gestifteten Altar. Auch das Dach musste erneuert werden und wurde im Jahr 1987 mit Kunstschiefer gedeckt. Dabei wurde das Turmkreuz neu vergoldet. Im Jahr 1992 wurde eine Ölheizung installiert.